# Janidera plagiata
Janidera plagiata är en skalbaggsart som först beskrevs av Jean François Villiers 1966.  Janidera plagiata ingår i släktet Janidera och familjen långhorningar. Inga underarter finns listade i Catalogue of Life.